# Теребиж
Теребиж — річка в Україні, у Барському та Мурованокуриловецькому районах Вінницької області, права притока Жвану (басейн Дністра).

## Опис
Довжина річки 24 км, похил річки — 5,4 м/км. Площа басейну 64,4 км2.

## Розташування
Бере початок у селі Слобода Гулівська. Тече переважно на південний схід і на південно-західній околиці Балківки впадає у річку Жван, ліву притоку Дністра.
Населені пункти вздовж берегової смуги: Знаменівка, Дерешова.